# Лівада (станція)
Лівада (рум. Gara Livada) — вантажна залізнична станція, підпорядкована Придністровській залізниці. Розташована у смт Первомайськ Слободзейського району Молдова / Придністров'я. У селищі діє пункт пропуску на кордоні з Україною Первомайськ — Кучурган. 

## Комерційні операції
- Прийом та видача вантажів вагонними та дрібними відправками, що завантажуються цілими вагонами, тільки на під'їзних коліях та місцях незагального користування.
- Станція здійснює вантажні перевезення (переважно вугілля), що постачається для Молдавської ДРЕС.